# Berengario di Spoleto
Berengario (fl. IX secolo) è stato un nobile franco, duca di Spoleto dall'836 all'843.

## Biografia
Le notizie disponibili riguardo a Berengario provengono esclusivamente dall'abbazia di Farfa, che nel catalogo dei duchi per l'836 menziona un Berengarius dux, mentre nell'elenco dei beni donati al monastero in occasione dell'oblazione di un ragazzo avvenuta nel luglio 837 si annota che questa sia avvenuta nell'anno secondo Berangarii duci. Nonostante l'assenza di altre informazioni, è stato ipotizzato che Berengario potesse essere stato imparentato con la potente famiglia marchionale degli Unrochingi. Questa ipotesi si basa soprattutto sulla base su considerazioni di tipo onomastico e sul fatto che il suo ufficio si sia interposto a quello dei Guidonidi, un'altra famiglia marchionale del regno d'Italia rivale degli stessi Unrochingi. Ad ogni modo, il suo mandato fu breve, poiché il cronista Erchemperto afferma che il 4 settembre 843 Spoleto era governata da Guido I di Spoleto.